# Вин Аун
Вин Аун (бирм. ဝင်းအောင်; 28 февраля 1944, Тавой, Государство Бирма — 4 ноября 2009 Янгон, Мьянма) — мьянманский политический деятель, бывший министр иностранных дел Мьянмы (1998—2004).

## Биография
Являлся одним из немногих гражданских лиц в военном правительстве Мьянмы. До начала своей политической карьеры в течение 20 лет служил на низких должностях в военной тайной полиции страны.
В 1988—1995 гг. — Посол в ФРГ.
В 1995—1998 гг. — Посол в Великобритании.
В 1998—2004 гг. — министр иностранных дел Мьянмы. Как умеренный политик он был в итоге вытеснен с министерского поста консервативным окружением мьянманского лидера Тан Шве.
В октябре 2005 г. был арестован, а в январе 2006 г. осужден особым трибуналом за злоупотребление служебным положением на 7 лет тюремного заключения.
Умер 4 ноября 2009 года в Инсейнской тюрьме.